# Jan Smets
Jan Marcel Frans baron Smets (Gent, 2 januari 1951) is een Belgisch bestuurder en econoom en voormalig kabinetschef. Hij was van 2015 tot 2019 gouverneur van de Nationale Bank van België.

## Levensloop

### Carrière
Jan Smets studeerde in 1972 af als licentiaat in de economische wetenschappen aan de Rijksuniversiteit Gent, waarna hij ging werken voor het departement Studiën van de Nationale Bank van België. Hij werd in 1982 aangetrokken als expert bij de commissies Inflatie en Concurrentievermogen van de Centrale Raad voor het Bedrijfsleven en een jaar later afgevaardigd als Belgisch expert bij de werkgroep van de Europese Gemeenschap over het monetair beleid, werkend in opdracht van het Comité der Gouverneurs van de Centrale Banken van de Europese Economische Gemeenschap. In 1986 wordt Smets voorzitter van de Belgische Indexcommissie, een positie die hij tot 1992 bekleedde.
In 1988 maakte hij een overstap van de Nationale Bank naar de politiek en werd adjunct-kabinetschef van vice-eersteminister Jean-Luc Dehaene (CVP), verantwoordelijk voor algemeen beleid. In 1991 werd hij kabinetschef van eerste minister Wilfried Martens (CVP), een positie die hij een jaar later, wanneer Dehaene premier werd, behield.
In 1994 keerde Smets definitief terug naar de Nationale Bank, als hoofd van het departement Studiën. Van 1995 tot 1996 was hij voorzitter van de werkgroep Diagnose en uitdagingen voor de Belgische banken in opdracht van minister van Financiën Philippe Maystadt (PSC). In 1999 kreeg hij een eerste zesjarige aanstelling als directeur van de bank. Van 1999 tot 2002 werd hij belast met de voorbereiding van de invoering van de euro, als commissaris-generaal voor de euro, in een functie gelijkaardig aan het Nederlandse Nationaal Forum voor de introductie van de euro. In 2005 en 2011 werd zijn mandaat als directeur telkens voor zes jaar verlengd. Eind 2013 besliste de federale regering dat het mandaat van gouverneur Luc Coene nog een jaar verlengd werd, maar Smets in maart 2015 gouverneur van de Nationale Bank zou worden. In januari 2019 volgde Pierre Wunsch hem als gouverneur op.
Hij was naast zijn positie bij de Nationale Bank eveneens:
- lid van het Comité voor Financiële Stabiliteit
- ondervoorzitter van de Hoge Raad voor de Werkgelegenheid
- lid van de Hoge Raad van Financiën
- lid van de Studiecommissie voor de Vergrijzing (Hoge Raad van Financiën)
- bestuurder van het Belgisch Instituut voor Openbare Financiën
- voorzitter van het steering committee van het Belgisch Financieel Forum
- bestuurder van de Bank voor Internationale Betalingen
- lid van het Comité voor Economische Politiek van de Organisatie voor Economische Samenwerking en Ontwikkeling
- lid van het directiecomité van het International Journal of Central Banking

### Academische wereld
Smets was eveneens actief in de Vlaamse academische wereld, sinds 2001 als voorzitter van de raad van bestuur van de katholieke hogeschool EHSAL (later HUB-KAHO en vervolgens Odisee). Als voorzitter van een lid van de Associatie KU Leuven zetelde hij ook in de raad van bestuur van de KU Leuven.
Hij werd in december 2005 in navolging van August De Ridder voorzitter van de raad van bestuur van de Katholieke Universiteit Brussel (KUB). In mei 2013 ging de onderwijsbevoegdheid van de KUB op in de Katholieke Universiteit Leuven, waardoor de KUB ophield te bestaan.

### Overige activiteiten
Smets is tevens voorzitter van de raad van bestuur van het AZ Sint-Lucas in Gent.
In juni 2019 werd hij bestuurder van SN Airholding (Brussels Airlines). In april 2020 werd Smets covoorzitter van de raad van bestuur van Brussels Airlines, midden in de geplande herstructurering en coronacrisis. Hij volgde in deze hoedanigheid Etienne Davignon op, die Smets persoonlijk als bestuurder bij Brussels Airlines binnenhaalde. Eind november 2020 legde Smets zijn functies bij SN Airholding neer.
Ook in 2019 werd Smets bestuurder van de Broeders van Liefde.
In april 2020 werd hij in opvolging van Paul Buysse voorzitter van de Koninklijke Schenking. De Koninklijke Schenking beheert kastelen en andere bezittingen van de Belgische koninklijke familie.
Eind 2019 publiceerde Smets het boek Economie en het goede leven bij uitgeverij Polis. Hierin loodste hij de lezer langs acht kantelmomenten in de Belgische economische geschiedenis van de jongste halve eeuw. Eerder dat jaar schreef hij de thriller Theater, gepubliceerd bij uitgeverij Van Halewyck.
Hij was bestuurder van het Festival van Vlaanderen Brussel.

### Privé
Smets is gehuwd en vader van twee dochters, en hij is de oom van Frank Smets, momenteel een van de hoogste managers bij de ECB.
- Système universitaire de documentation: 060718005
- Virtual International Authority File: 305137766
- WorldCat: E39PBJgH9wKcDJydXmpRhRptrq